# Hola (Kenia)
Hola (znana też jako Galole) – miasto w Kenii, położone w południowo-wschodniej części kraju nad rzeką Tana. Liczy 20,9 tys. mieszkańców (2019). Do 2015 roku znajdowało się w Prowincji Nadbrzeżnej, natomiast od 2015 roku stanowi stolicę hrabstwa Tana River w związku z nowym podziałem administracyjnym. Jest podzielone na 3 części: Galole, Bura i Garsen.
Miasto ma charakter handlowy, a położenie nad rzeką ułatwia handel z ościennymi prowincjami. Pozwala także na irygację, sprzyjającą rozwojowi rolnictwa. W mieście znajduje się areszt, szpital oraz port lotniczy.
W 1959 roku doszło w tutejszym więzieniu do incydentu, podczas którego więźniowie popierający powstanie Mau Mau zostali zabici przez strażników więziennych, rzekomo na rozkaz Brytyjczyków.